# Ali Carter
Allister „Ali” Carter (n. 25 iulie 1979, Colchester, Anglia, Regatul Unit) este un jucător englez de snooker.
Este dublu vicecampion mondial (2008 și 2012), pierzând ambele finale ale Campionatului Mondial de la Sheffield în fața lui Ronnie O'Sullivan. A realizat breakul maxim de trei ori. Cea mai bună clasare din carieră este locul 2 mondial, ocupat în 2010.
Porecla sa, "Căpitanul", provine de la hobby-ul său de a pilota avioane.
Carter se antrenează la Chelmsford's Rivermead Snooker Club, pe care ulterior l-a cumpărat devenind proprietar.
În 2003, Carter a fost diagnosticat cu boala Crohn. Ține boala parțial sub control prin limitarea lactaelor și a făinii/glutenului din dieta sa.

## Finalele carierei

### Finale în turnee de clasament: 14 (6 titluri)
| Legendă                   |
| Campionatul Mondial (0–2) |
| Altele (6–6)              |

| Rezultat | Nr. | An   | Turneu                   | Adversar în finală | Scor          |
| Finalist | 1.  | 2008 | Campionatul Mondial      | Ronnie O'Sullivan  | 8–18          |
| Campion  | 1.  | 2009 | Openul Galez             | Joe Swail          | 9–5           |
| Finalist | 2.  | 2010 | Openul Galez             | John Higgins       | 4–9           |
| Campion  | 2.  | 2010 | Mastersul de la Shanghai | Jamie Burnett      | 10–7          |
| Finalist | 3.  | 2012 | Campionatul Mondial (2)  | Ronnie O'Sullivan  | 11–18         |
| Campion  | 3.  | 2013 | Mastersul German         | Marco Fu           | 9–6           |
| Campion  | 4.  | 2016 | Openul Mondial           | Joe Perry          | 10–8          |
| Finalist | 4.  | 2017 | Mastersul German         | Anthony Hamilton   | 6–9           |
| Finalist | 5.  | 2019 | Marele Premiu Mondial    | Judd Trump         | 6–10          |
| Finalist | 6.  | 2021 | WST Pro Series           | Mark Williams      | Faza grupelor |
| Campion  | 5.  | 2023 | Mastersul German (2)     | Tom Ford           | 10–3          |
| Finalist | 7.  | 2022 | Players Championship     | Shaun Murphy       | 4–10          |
| Finalist | 8.  | 2022 | Wuhan Open               | Judd Trump         | 7–10          |
| Campion  | 6.  | 2024 | Championship League      | Jackson Page       | 3–1           |

| Rezultat | Nr. | An   | Turneu              | Adversar în finală | Scor |
| Campion  | 1.  | 2015 | Paul Hunter Classic | Shaun Murphy       | 4–3  |

| Legendă           |
| The Masters (0–2) |
| Altele (4–7)      |

| Rezultat | Nr. | An   | Turneu                               | Adversar în finală | Scor |
| Campion  | 1.  | 1999 | Campionatul Benson and Hedges        | Simon Bedford      | 9–4  |
| Finalist | 1.  | 2002 | Calificările Mastersului Scoțian     | Drew Henry         | 3–5  |
| Finalist | 2.  | 2005 | Turneul de calificare pentru Masters | Stuart Bingham     | 3–6  |
| Campion  | 2.  | 2008 | Cupa Huangshan                       | Marco Fu           | 5–3  |
| Finalist | 3.  | 2011 | Wuxi Classic                         | Mark Selby         | 7–9  |
| Finalist | 4.  | 2013 | Championship League                  | Martin Gould       | 2–3  |
| Campion  | 3.  | 2014 | General Cup                          | Shaun Murphy       | 7–6  |
| Finalist | 5.  | 2017 | Jocurile Mondiale                    | Kyren Wilson       | 1–3  |
| Finalist | 6.  | 2020 | The Masters                          | Stuart Bingham     | 8–10 |
| Finalist | 7.  | 2023 | Macau Masters – Event 1              | Mark Selby         | 3–6  |
| Finalist | 8.  | 2024 | The Masters                          | Ronnie O'Sullivan  | 7–10 |
| Campion  | 4.  | 2024 | Helsinki International Cup           | Kyren Wilson       | 6–3  |
| Finalist | 9.  | 2025 | Mastersul de la Shanghai             | Kyren Wilson       | 9–11 |

| Legendă           |
| The Masters (0–2) |
| Altele (4–7)      |

| Rezultat | Nr. | An   | Turneu                               | Adversar în finală | Scor |
| Campion  | 1.  | 1999 | Campionatul Benson and Hedges        | Simon Bedford      | 9–4  |
| Finalist | 1.  | 2002 | Calificările Mastersului Scoțian     | Drew Henry         | 3–5  |
| Finalist | 2.  | 2005 | Turneul de calificare pentru Masters | Stuart Bingham     | 3–6  |
| Campion  | 2.  | 2008 | Cupa Huangshan                       | Marco Fu           | 5–3  |
| Finalist | 3.  | 2011 | Wuxi Classic                         | Mark Selby         | 7–9  |
| Finalist | 4.  | 2013 | Championship League                  | Martin Gould       | 2–3  |
| Campion  | 3.  | 2014 | General Cup                          | Shaun Murphy       | 7–6  |
| Finalist | 5.  | 2017 | Jocurile Mondiale                    | Kyren Wilson       | 1–3  |
| Finalist | 6.  | 2020 | The Masters                          | Stuart Bingham     | 8–10 |
| Finalist | 7.  | 2023 | Macau Masters – Event 1              | Mark Selby         | 3–6  |
| Finalist | 8.  | 2024 | The Masters                          | Ronnie O'Sullivan  | 7–10 |
| Campion  | 4.  | 2024 | Helsinki International Cup           | Kyren Wilson       | 6–3  |
| Finalist | 9.  | 2025 | Mastersul de la Shanghai             | Kyren Wilson       | 9–11 |